# Ariobarzanes III del Pont
Ariobarzanes del Pont o Ariobarzanes III del Pont (en grec antic Ἀριoβαρζάνης) era rei del Pont. Va començar a regnar l'any 266 aC i va morir cap al 240 aC.
Era fill i successor de Mitridates I del Pont. Quan encara governava el seu pare, els dos es van aliar als gàlates, als que van considerar utilitzables en la lluita contra Ptolemeu II Filadelf (vers 278 o 277 aC). Va aconseguir la possessió de la ciutat d'Amastris i es va tornar a enfrontar als gàlates fins que els habitants d'Heraclea del Pont el van rescatar, però al seu torn van ser atacats pels gàlates. El va succeir Mitridates II del Pont i no consta que emetés cap moneda.